# Yusuf Çetin
Mor Filiksinos Yusuf Çetin (syrisch ܡܪܝ ܦܝܠܘܟܣܝܢܘܣ ܝܘܣܦ ܓܬܝܢ, * 20. August 1954 in Kerboran bei Midyat, Provinz Mardin) ist ein türkischer Metropolit sowie Patriarchalvikar der syrisch-orthodoxen Kirche in Istanbul und Ankara.

## Leben
Als Aramäer aus dem Tur Abdin in Südostanatolien zeigte Mor Filiksinos Yusuf Çetin bereits im frühen Alter sein Interesse an der syrischen Kirche. Nach dem Abschluss seiner Schulbildung lernte er die syrische Sprache und besuchte regelmäßig das Kloster Mor Gabriel in seiner Heimatprovinz – einer der letzten alten noch überlebende Einrichtung der Syrischen Orthodoxie. Im Jahre 1971 wurde er im Alter von 17 zum Priester ordiniert, und kurz darauf wurde er mit der theologischen Schulung der nächsten Generation betraut. Im Jahre 1977 wurde er mit dem Titel des „Spirituellen“ geweiht und erhielt eine Einladung von Patriarch Moran Mor Ignatius Zakka I. Iwas nach Syrien, um an der Damaszener St.-Mor-Efrem-Schule für Theologie zu lehren. Nachdem er sein Studium mit einem Diplom abgeschlossen hatte, wurde er zum Dekan der Schule ernannt. Er ist auch Alumnus des St Cross College der University of Oxford.
Am 28. September 1986 wurde Mor Filiksinos Yusuf Çetin vom Patriarchen in den Rang eines Metropoliten erhoben und der Diözese von Istanbul und Ankara als Patriarchalvikar zugewiesen. Nach dem zwanzigsten Jahrestag seines Dienstantrittes traf er Papst Benedikt XVI. auf dessen Reise 2006 in die Türkei.